# Casa Lluís Eduard Pellerín
La Casa Lluís Eduard Pellerín és un edifici situat a l'avinguda Diagonal, 490-500 i el carrer de Balmes, 170 bis de Barcelona.

## Història i descripció
A finals del segle xix, la societat Guadall i Pellerín, dirigida per Lluís Eduard Pellerín i Hochet, fabricava estampats en una fàbrica del Clot llogada a Isidre Bonsoms i Sicart, i tenien el despatx al carrer de Vergara, 4.
El 1913, l'arquitecte Enric Sagnier va projectar un edifici per a Pellerín, ampliat posteriorment seguint el mateix estil. L'arquitecte hi adoptà un llenguatge classicista d'influència francesa, palesa a les mansardes. La cantonada fou concebuda com a una torre circular, coronada amb una cúpula amb coberta de pissarra.